# Montescano
Montescano is een gemeente in de Italiaanse provincie Pavia (regio Lombardije) en telt 384 inwoners (31-12-2004). De oppervlakte bedraagt 2,4 km², de bevolkingsdichtheid is 190 inwoners per km².

## Demografie
Montescano telt ongeveer 172 huishoudens. Het aantal inwoners steeg in de periode 1991-2001 met 0,3% volgens cijfers uit de tienjaarlijkse volkstellingen van ISTAT.
| Jaar | Inwoneraantal |
| ---- | ------------- |
| 1991 | 378           |
| 2001 | 379           |

## Geografie
Montescano grenst aan de volgende gemeenten: Canneto Pavese, Castana, Montù Beccaria.